# Johann Anton Ludwig Seidensticker
Johann Anton Ludwig Seidensticker (* 23. November 1766 in Sankt Andreasberg; † 30. Oktober 1817 in Hannover) war ein deutscher Rechtswissenschaftler.

## Leben
Johann Anton Ludwig wurde als Sohn des Bergbeamten Christoph Engelhard Seidensticker (1722–1785), Sohn des Engelhard Daniel Seidensticker (1691–1744) und der Henriette Albertine geb. Borkenstein (1699–1750), geboren. Nach einer grundlegenden Bildung besuchte er vom 27. Oktober 1781 bis zum 24. Februar 1785 die kurfürstlich sächsische Landesschule Pforta. Am 18. April 1784 immatrikulierte er sich an der Universität Helmstedt, wo er philosophische und juristische Studien betrieb. In Helmstedt wurde er 1787 Mitglied des philologischen und pädagogischen Instituts. Zu Ostern 1787 wechselte er an die Universität Göttingen, wo er nach Beendigung seiner Ausbildung am 21. Mai 1790 zum Doktor der Rechte promoviert wurde. Noch im selben Jahr habilitierte sich Seidensticker als Privatdozent, arbeitete als Hofmeister und begann nebenher das Stadtarchiv in Göttingen zu ordnen. Am 1. November 1797 wurde er Stadtsyndikus in Göttingen und 1804 wechselte er als vierter ordentlicher Professor der Pandekten Patris secunda an die Universität Jena. Mit letzter Aufgabe verbunden wurde er Beisitzer des Hofgerichts, des Schöppenstuhls und der Juristenfakultät. Zudem erhielt er den Titel eines Hofrats von Sachsen-Weimar.
1805 stieg er in die dritte ordentliche Professur der Pandekten Patris primae und 1807 in die zweite Professur des Kodex und Novellen auf. Er beteiligte sich auch an den organisatorischen Aufgaben der Hochschule. So war er Dekan der Juristenfakultät und im Sommersemester 1807 sowie im Wintersemester 1815 Rektor der Alma Mater. Zudem wurde er Ehrenmitglied der mineralogischen Gesellschaft in Jena, am 1. Oktober 1811 war er Mitglied der königlichen Akademie gemeinnütziger Wissenschaften in Erfurt geworden und er war Mitglied der Königlichen Gesellschaft der Wissenschaften in Göttingen. Er verfasste von 1804 bis 1810 verschiedene Rezensionen in der Jenaischen Allgemeinen Literatur-Zeitung und war als Vertreter der eleganten juristischen Schule einer der ersten in Deutschland, welcher sich kritisch mit dem Code civil auseinandersetzte. 1816 folgte er dem Ruf seines Landesherrn als Oberjustizrat nach Hannover, wo er im Folgejahr verstarb.
Am 13. September 1805 heiratete Seidensticker Jeannette Eleonora Margarita Murray (1773–1809). Aus der Ehe stammt der Sohn Karl Wilhelm Seidensticker (* 12. Februar 1808 in Jena; † 1837).

## Werke (Auswahl)
- Lectionum variantium in arte amatoria Ovidii ex Codice Helmstad. exceptar. specimen I. Helmstedt 1786 (Online)
- Commentatio De Iure Emigrandi Ex Moribus Germanorum Iure Communi Ac Ll. Imperii Constituto. Göttingen 1788 (Online)
- Commentatio De Fundamentis Iuris Supremae Potestatis Circa Adespota Ex Iure Publico Universali Iure Romano Et Iure Publico Germanico. Göttingen 1789 (Online)
- Ankündigung seiner Vorlesungen über geläuterte Pandecten wöchentlich in zehen Stunden. Göttingen 1791 (Online)
- Observationes Quaedam De Legum Retractandarum Studio Nostris Temporibus Haud Inopportuno. Göttingen 1790 (Habilschrift)
- Entwurf systematischer Pandecten zu Vorlesungen. Göttingen 1791 (Online)
- Ankündigung eines besondern Instituts zu schriftlichen Uebungen in der Theorie der gesammten Iurisprudenz. Göttingen 1792 (Online)
- Einladung zu seinen Vorlesungen für diesen Winter. Göttingen 1793 (Online)
- Beiträge zum Reichsstaatsrechte Welscher Nation. Göttingen 1795 (Online)
- Ueber die Vergütung des Cassengeldes durch Conventionsmünze in Beziehung auf die Churbraunschweigischen Verordnungen vom 18. Julius 1793 und 8. Junius 1795. Göttingen 1796 (Online)
- Zur Geschichte des Scheintodes. Göttingen 1796
- Geist der juristischen Literatur von dem Jahre 1796. Göttingen 1797 (Online)
- Italien und die kaiserlichen Staaten, insbesondere Wien. Zu mehrerer Aufklärung einiger rechtlichen und politischen Verhältnisse. Berlin und Stettin, 1797, (Online)
- Corpus iuris civilis in chrestomathiam contractum. Göttingen 1798 (Online)
- Juristische Fragmente. Göttingen 1802, 2. Bde.
- Specimen doctrinae de iure monetae chartaceae. Jena 1807 (Online)
- Entwurf eines Systems des Pandectenrechts zu Vorlesungen. Jena 1807 (Online); Jena 1808 (Online)
- Einleitung in den Codex Napoleon. Tübingen 1808 (Online)
- Kritische Literatur des gesammten Napoleon. Rechts, besonders in Frankreich und Deutschland, verbunden mit einer encyclopädetischen Darstellung dieses Rechts, seinen Grundsätzen und seinem Hauptzusammenhange nach. Tübingen 1811, 1. Bd. (Online)
- Commentatio de Marculfinis allisque similibus formulis, liber singularis. Jena 1818 (Online)

## Weblink
- Werke von und über Johann Anton Ludwig Seidensticker in der Deutschen Digitalen Bibliothek